# Bilanzwahrheit
Bilanzwahrheit ist im Rechnungswesen ein auf den Grundsätzen ordnungsmäßiger Buchführung beruhender Bilanzierungsgrundsatz, der auf die materielle (inhaltliche) Richtigkeit, Vollständigkeit und Willkürfreiheit eines Jahresabschlusses abzielt.

## Allgemeines
Die Frage nach dem Begriff der Wahrheit gehört zu den zentralen Problemen der Philosophie und wurde von den verschiedensten Schulen und Denkern unterschiedlich beantwortet. Die Wissenschaften verwenden als Kriterium für Wahrheit die Beobachterunabhängigkeit oder – nach einem moderneren Konzept – die Widerspruchsfreiheit zum Beobachtbaren. Der Bilanzwahrheit kann man sich in diesem Sinne nur nähern, wenn man die handels- und bilanzrechtlichen Einflussgrößen berücksichtigt. Der Bilanzjurist Hermann Veit Simon (1856–1914) beschrieb erstmals 1899 die Bilanzierungsgrundsätze der Bilanzwahrheit und Bilanzklarheit. Beide „können nur die Ziele bedeuten, auf die man hinarbeiten soll, die man aber vollständig nie erreichen wird“. In Deutschland bestehen umfangreiche handels- und steuerrechtliche Bilanzierungs- und Bewertungswahlrechte, die einer absoluten Bilanzwahrheit entgegenstehen. Absolute Bilanzwahrheit würde bedeuten, dass der Jahresabschluss die Unternehmensverhältnisse und Unternehmensdaten so reflektiert, wie sie sich am Bilanzstichtag tatsächlich darstellen. Dies wird bereits durch die Anwendung des strengen Niederstwertprinzips verhindert. Es verlangt, dass die tatsächlichen Anschaffungs- oder Herstellungskosten eines Vermögenswerts bilanziert werden müssen, sofern der am Bilanzstichtag vorhandene Wert höher ist. Umgekehrt sind die Anschaffungs- oder Herstellungskosten bedeutungslos, wenn der entsprechende Stichtagswert niedriger ist (§ 253 Abs. 3 und 4 HGB). Wegen der Vielzahl derartiger Bewertungswahlrechte kann deshalb lediglich von einer relativen Bilanzwahrheit ausgegangen werden.

## Kriterien der Bilanzwahrheit

### Richtigkeit
Der Grundsatz der Richtigkeit (§ 239 Abs. 2 HGB) ist erfüllt, wenn der Jahresabschluss nach den gültigen gesetzlichen Regeln erstellt wurde sowie die Werte und Wertansätze in nachprüfbarer, objektiver Form aus ordnungsgemäßen Belegen und Büchern herzuleiten sind. Die einzelnen Positionen müssen den Tatsachen entsprechen und die Werte nach den sonstigen Grundsätzen ordnungsmäßiger Bilanzierung ermittelt worden sein. Der Jahresabschluss von Kapitalgesellschaften hat nach § 264 Abs. 2 HGB unter Beachtung der Grundsätze ordnungsmäßiger Buchführung ein den tatsächlichen Verhältnissen entsprechendes Bild der Vermögens-, Finanz- und Ertragslage zu vermitteln.
Der Jahresabschluss muss
- aus richtigen Grundaufzeichnungen (wie etwa dem Journal) abgeleitet sein,
- die zugrunde liegenden wirtschaftlichen Tatbestände wiedergeben,
- die Wertansätze nach den gesetzlichen Bestimmungen enthalten,
- alle Geschäftsvorfälle vollständig aufführen und
- die Zusammenstellung aller Bilanzpositionen zu einem richtigen Ausweis des Jahreserfolges bewirken.

Einen konkreten Inhalt erhält das Kriterium der Richtigkeit allerdings erst durch die zum Normensystem von Buchführung und Abschluss gehörenden gesetzlichen/steuerlichen Einzelnormen.

### Vollständigkeit
Nach dem Grundsatz der Vollständigkeit (§ 246 Abs. 1 HGB) sind sämtliche buchungspflichtigen Geschäftsvorfälle, also sämtliche Vermögensgegenstände, Schulden, Rechnungsabgrenzungsposten sowie Aufwendungen und Erträge im Jahresabschluss zu erfassen. Zusätzlich müssen in der Buchhaltung und im Jahresabschluss auch solche Veränderungen erfasst werden, die nicht als Geschäftsvorfall erkennbar sind wie etwa Schwund und Verderb. Neben den buchführungspflichtigen Vorfällen sind auch Risiken, die bis zum Bilanzstichtag noch keinen Niederschlag in der Buchführung gefunden haben, zu berücksichtigen (Rückstellungen und Wertberichtigungen).
Die Forderung nach Vollständigkeit umfasst die
- jährliche Erfassung der tatsächlichen Bestände durch Inventur (§ 240 HGB),
- intensive Preisbeobachtung auf den Märkten, um negativen Preisentwicklungen Rechnung tragen zu können,
- Beobachtung und Analyse aller relevanten Finanzrisiken, um diese im Jahresabschluss berücksichtigen zu können.

Bilanzierende Unternehmen haben dem Abschlussprüfer einen Vollständigkeitsnachweis zu erbringen.

### Willkürfreiheit
Werden dem bilanzierenden Unternehmen Ermessensspielräume eingeräumt, so dürfen diese nach dem Prinzip der Willkürfreiheit nur nach vernünftiger kaufmännischer Beurteilung ausgenutzt werden. Sie müssen mit festgelegten und nachprüfbaren Verfahren dauerhaft angewandt werden. Sofern es nicht vermeidbar ist (wie bei Rückstellungen und Wertberichtigungen), sind Schätzwerte nach eigenem Ermessen festzusetzen. Auch diese sollten möglichst willkürfrei und vertretbar sein und nach festgelegten Verfahren stetig angewandt werden. Willkürlich ist die Bewertung von Vermögensgegenständen, wenn diese in kaufmännisch nicht zu rechtfertigender Weise erheblich überbewertet wurden. Wird der zugestandene Ermessensspielraum verlassen, liegt Willkür vor, die zur Nichtigkeit von Jahresabschlüssen führen kann.

## Interessenkonflikt
Die Bilanzwahrheit steht im Zielkonflikt mit dem bei der Bilanzierung zu beachtenden kaufmännischen Vorsichtsprinzip, dem unternehmerischen Interesse an der Geheimhaltung mancher betrieblichen Vorgänge und dem Anspruch der Öffentlichkeit auf Information durch Publikumsgesellschaften. Dieses Spannungsfeld hatte bereits Hans Hermann Walb im Jahr 1935 erkannt: „In dem Streben zwischen einem berechtigten Geheimhaltungsinteresse und den ebenso berechtigten Interessen an Offenheit, den richtigen Mittelweg zu finden, ist der Schwerpunkt des Problems der Bilanzwahrheit“.

## Bilanzwirtschaftliche Aspekte
Die Bilanzwahrheit wird trotz Beachtung der Bilanzierungsvorschriften eingeschränkt insbesondere durch bilanzexterne Finanzierung und Kreditsicherheiten. Bei ersterer handelt es sich um Verbindlichkeiten, die nicht in der Bilanz des eigentlichen Nutznießers erscheinen, sondern von Dritten bilanziert werden. Letztere erscheinen beim Sicherungsgeber im Rahmen der wirtschaftlichen Betrachtungsweise noch in dessen Bilanz, obwohl sie durch Sicherungsübereignung und  Forderungsabtretung nicht mehr im Eigentum des Sicherungsgebers stehen. Factoring oder die Veräußerung durch Sale-Lease-Back verkürzen die Bilanz, obwohl eine wirtschaftliche Zurechenbarkeit vorliegt. Bilanzanalysten erhalten deshalb unvollkommene Informationen und werden bei ihren Kreditentscheidungen positiv beeinflusst.